# Ларкспур (Альберта)
Ларкспур (англ. Larkspur) — літнє село в Канаді, у провінції Альберта, у складі муніципального району Вестлок.

## Населення
За даними перепису 2016 року, літнє село нараховувало 44 особи постійного населення, показавши зростання на 15,8%, порівняно з 2011-м роком. Середня густина населення становила 167,2 осіб/км².
З офіційних мов обидвома одночасно не володів жоден з жителів, тільки англійською — 40. Усього 5 осіб вважали рідною мовою не одну з офіційних.
Працездатне населення становило 15 осіб (37,5% усього населення), усі були зайняті.

## Клімат
Середня річна температура становить 1,5°C, середня максимальна – 19,9°C, а середня мінімальна – -22,6°C. Середня річна кількість опадів – 495 мм.
| Клімат поселення                              | Клімат поселення | Клімат поселення | Клімат поселення | Клімат поселення | Клімат поселення | Клімат поселення | Клімат поселення | Клімат поселення | Клімат поселення | Клімат поселення | Клімат поселення | Клімат поселення | Клімат поселення |
| Показник                                      | Січ.             | Лют.             | Бер.             | Квіт.            | Трав.            | Черв.            | Лип.             | Серп.            | Вер.             | Жовт.            | Лист.            | Груд.            |                  |
| Середній максимум, °C                         | −9,96            | −5,3             | 0,38             | 9,24             | 15,79            | 19,76            | 19,94            | 19,37            | 14,15            | 8,84             | −1,43            | −8,22            |                  |
| Середня температура, °C                       | −16,29           | −11,64           | −5,98            | 2,90             | 9,45             | 13,42            | 15,42            | 14,84            | 9,63             | 4,30             | −5,96            | −12,75           |                  |
| Середній мінімум, °C                          | −22,64           | −17,99           | −12,32           | −3,44            | 3,11             | 7,08             | 10,89            | 10,32            | 5,10             | −0,22            | −10,49           | −17,26           |                  |
| Норма опадів, мм                              | 26               | 15               | 20               | 28               | 46               | 95               | 97               | 64               | 37               | 24               | 24               | 19               |                  |
| Середньомісячна швидкість вітру, м/с          | 3.30             | 3.30             | 3.40             | 3.60             | 3.60             | 3.20             | 3.00             | 3.00             | 3.10             | 3.50             | 3.31             | 3.32             |                  |
| Середньомісячна сонячна радіація, кДж/м²·день | 3200             | 6665             | 11991            | 17305            | 20513            | 21968            | 21878            | 18131            | 12213            | 7093             | 3499             | 2313             |                  |
| --------------------------------------------- | ---------------- | ---------------- | ---------------- | ---------------- | ---------------- | ---------------- | ---------------- | ---------------- | ---------------- | ---------------- | ---------------- | ---------------- | ---------------- |
| Джерело:                                      |                  |                  |                  |                  |                  |                  |                  |                  |                  |                  |                  |                  |                  |